# (13897) Vesuvius
(13897) Vesuvius (4216 T-2) – planetoida z pasa głównego asteroid okrążająca Słońce w ciągu 7,92 lat w średniej odległości 3,97 j.a. Odkryta 29 września 1973 roku.